# پیتر اوگدن
پیتر اوگدن (انگلیسی: Peter Ogden؛ زادهٔ ۲۶ مهٔ ۱۹۴۷) کارآفرین اهل بریتانیا است، که در سال ۱۹۸۱ شرکت کامپیوتاسنتر را تأسیس کرد.